# Llengües oceàniques

Distribució de les llengües oceàniques
Almirall i Yapès
St Matthias
Oceànic occidental i Meso-Melanesi
Temotu
Salomonès sud-oriental
Oceànic meridional
Micronesi
Fijià-Polinesi

Les llengües oceàniques són un grup de les llengües austronèsiques format per unes 450 llengües a les illes de l'oceà Pacífic, que inclou Polinèsia, Micronèsia i Melanèsia. Aquest grup d'idiomes, definides genèticament, inclou tots els nadius idiomes que es parlen a les Illes del Pacífic, amb l'excepció de les llengües aborígens d'Austràlia i les llengües papús.

## Introducció
A través de la recerca en la Lingüística diacrònica, molt lingüistes, especialment l'alemany Otto Dempwolff (1871-1938) i el britànic Sidney Herbert Ray el 1896, van ser capaços de demostrar l'existència d'un avantpassat comú en el grup de llengües oceàniques: el proto-oceànic (Poc). Una anàlisi del 2008 de l'Austronesian Basic Vocabulary Database dona suport a la unitat lingüística del grup de llengües.
Aquesta llengua hauria estat parlada pels avantpassats de les poblacions austronèsies d'Oceania abans de la seva dispersió, que probablement es va produir fa uns 4000 anys, a partir de l'Arxipèlag de Bismarck, a l'est de Papua-Nova Guinea. Els arqueòlegs i els lingüistes estan d'acord que aquesta població coincideix més o menys amb la que va desenvolupar cultura Lapita.

## Classificació de llengües
Dins de la família austronèsia, el sotsgrup oceànic se situa en el grup "central-oriental" de la branca malaio-polinèsies. Aquest grup comprèn 498 llengües vives, repartides així :
- Llengües de l'Almirallat
- Llengües Temotu
- Llengües oceàniques occidentals
  - Llengües de Nova Guinea Septentrional
  - Llengües Papua Tip
  - Llengües meso-melanèsies
- Llengües oceàniques centre-orientals, 
  - Llengües canac
  - Vanuatu del Sud
  - Centre i Nord de Vanuatu
  - Llengües micronèsies
  - Pacífic central
    - Llengües de Fidji
    - Llengües polinèsies

Una representació alternativa de les relacions entre llengües oceàniques, amb diferents hipòtesis d'agrupament, apareix en aquesta figura:
|  | Salomònic sud-oriental                 |
|  |                                        |
|  | Bali-Vitu                              |
|  |                                        |
|  | Meso-Melanesi propi (84% com a unitat) |
|  |                                        |

|  | Llengües micronèsies             |
|  |                                  |
|  | Fijià-Polinesi (Central Pacific) |
|  |                                  |

|  | Salomònic sud-oriental                 |
|  |                                        |
|  | Bali-Vitu                              |
|  |                                        |
|  | Meso-Melanesi propi (84% com a unitat) |
|  |                                        |

|  | Llengües micronèsies             |
|  |                                  |
|  | Fijià-Polinesi (Central Pacific) |
|  |                                  |

|  | Salomònic sud-oriental                 |
|  |                                        |
|  | Bali-Vitu                              |
|  |                                        |
|  | Meso-Melanesi propi (84% com a unitat) |
|  |                                        |

|  | Llengües micronèsies             |
|  |                                  |
|  | Fijià-Polinesi (Central Pacific) |
|  |                                  |

|  | Salomònic sud-oriental                 |
|  |                                        |
|  | Bali-Vitu                              |
|  |                                        |
|  | Meso-Melanesi propi (84% com a unitat) |
|  |                                        |

|  | Llengües micronèsies             |
|  |                                  |
|  | Fijià-Polinesi (Central Pacific) |
|  |                                  |

|  | Salomònic sud-oriental                 |
|  |                                        |
|  | Bali-Vitu                              |
|  |                                        |
|  | Meso-Melanesi propi (84% com a unitat) |
|  |                                        |

|  | Llengües micronèsies             |
|  |                                  |
|  | Fijià-Polinesi (Central Pacific) |
|  |                                  |

|  | Salomònic sud-oriental                 |
|  |                                        |
|  | Bali-Vitu                              |
|  |                                        |
|  | Meso-Melanesi propi (84% com a unitat) |
|  |                                        |

|  | Llengües micronèsies             |
|  |                                  |
|  | Fijià-Polinesi (Central Pacific) |
|  |                                  |

|  | Salomònic sud-oriental                 |
|  |                                        |
|  | Bali-Vitu                              |
|  |                                        |
|  | Meso-Melanesi propi (84% com a unitat) |
|  |                                        |

|  | Llengües micronèsies             |
|  |                                  |
|  | Fijià-Polinesi (Central Pacific) |
|  |                                  |

|  | Salomònic sud-oriental                 |
|  |                                        |
|  | Bali-Vitu                              |
|  |                                        |
|  | Meso-Melanesi propi (84% com a unitat) |
|  |                                        |

|  | Llengües micronèsies             |
|  |                                  |
|  | Fijià-Polinesi (Central Pacific) |
|  |                                  |